# Zürichberg
Zürichberg är ett berg i Schweiz. Det ligger i distriktet Bezirk Zürich och kantonen Zürich, i den centrala delen av landet. Toppen på Zürichberg är 676 meter över havet.
Centrala delar av Zürich ligger 2,5 km sydväst om Zürichberg.
På Zürichberg växer i huvudsak blandskog och kring berget finns samhällen.